# Galten (Antarktika)
Galten (norwegisch für Eber bzw. Keiler) ist eine aus zwei kleinen Inseln bestehende Inselgruppe vor der Küste des ostantarktischen Kemplands. Sie liegt 16 km westlich des Kap Davis im östlichen Teil der Magnet Bay. Beide Inseln der Gruppe trennt ein 18 m breiter Kanal.
Norwegische Kartographen, die sie auch benannten, kartieren sie anhand von Luftaufnahmen der Lars-Christensen-Expedition 1936/37. Erstmals besucht wurden die Inseln 1957 durch eine vom neuseeländischen Geologen Bruce Harry Stinear (1913–2003) geführte Mannschaft im Rahmen der Australian National Antarctic Research Expeditions.